# 宮本芽依
宮本 芽依（みやもと めい、1998年5月23日 - ）は、日本の女子キックボクサー、元アマチュアボクシング選手。三重県松阪市出身。KRAZY BEE所属。現RISE QUEEN ミニフライ級王者。

## 経歴

### アマチュアボクシング
小・中学校で空手、久居高校でボクシングを始め、2年の時にはフライ級で全日本、高校選抜で準優勝、いずれも決勝で後の東京オリンピック銅メダリストである並木月海に敗れる。3年時は後の東京オリンピックフェザー級金メダリストである入江聖奈に敗れる。高校の同級生にレスリング世界チャンピオン経験者の奥野春菜がいる。
日体大に進学し東京オリンピックを目指すが、フライ級には並木が君臨するため断念し、バンタム級で全日本選手権優勝。
大学卒業後は教員免許取得のため科目等履修生の傍らボクシングを続け、世界選手権を目指すべくライトフライ級に転級。

### キックボクシング
2022年、キックボクシング転向。
2023年1月のRISEアマチュア大会『RISE NOVA』Aクラスの試合で初回KO勝ち。
2023年5月28日のRISE168でRINAを相手にプロデビューし、判定3-0で勝利。10月29日のRISE172では、数島七海に判定勝ち。
2024年4月21日のRISE177で宮﨑若菜と対戦し、判定勝ち。8月31日のRISE181でMelty輝と対戦し、判定勝ち。
2025年1月25日のRISE185でチャ・ミンジュと対戦し、判定勝ち。
2025年5月11日、RISE Fire Ball NAGOYAのRISE QUEENミニフライ級タイトルマッチで王者の小林愛理奈に挑戦し、延長の末に、判定3-0で勝利し、王座獲得。

## 戦績
| キックボクシング 戦績 | キックボクシング 戦績 | キックボクシング 戦績 | キックボクシング 戦績 | キックボクシング 戦績 | キックボクシング 戦績 | キックボクシング 戦績 |
| --------------------- | --------------------- | --------------------- | --------------------- | --------------------- | --------------------- | --------------------- |
| 6 試合                | (T)KO                 | 判定                  | その他                | 引き分け              | 無効試合              |                       |
| 6 勝                  | 0                     | 6                     | 0                     | 0                     | 0                     |                       |
| 0 敗                  | 0                     | 0                     | 0                     | 0                     | 0                     |                       |

| 勝敗 | 対戦相手       | 試合結果              | 大会名                                                         | 開催年月日     |
| ○    | 小林愛理奈     | 5R+延長1R終了 判定3-0 | RISE Fire Ball NAGOYA 【RISE QUEENミニフライ級タイトルマッチ】 | 2025年5月11日  |
| ○    | チャ・ミンジュ | 3R終了 判定3-0        | RISE185                                                        | 2025年1月25日  |
| ○    | Melty輝        | 3R終了 判定3-0        | RISE181                                                        | 2024年8月31日  |
| ○    | 宮﨑若菜       | 3R終了 判定3-0        | RISE177                                                        | 2024年4月21日  |
| ○    | 数島七海       | 3R終了 判定3-0        | RISE172                                                        | 2023年10月29日 |
| ○    | RINA           | 3R終了 判定3-0        | RISE168                                                        | 2023年5月28日  |

## 獲得タイトル
- 2019年全日本女子ボクシング選手権大会シニアの部バンタム級 優勝[14]
- 第4代RISE QUEENミニフライ級王座